# كريستوف هوفمان (سياسي)
كريستوف هوفمان هو سياسي ألماني، ولد في 9 ديسمبر 1957 في Schliengen ‏ في ألمانيا. نشط حزبياً في الحزب الديمقراطي الحر. وقد انتخب نائب عن الجمعية البرلمانية لمجلس أوروبا ‏ لترشحه ضمن قائمة ألمانيا، (23 نوفمبر 2018 – ) وفي الانتخابات الفيدرالية الألمانية 2017، انتخب عضو في البوندستاغ الألماني عن دائرة Lörrach – Müllheim ‏ وقد انضم خلال البوندستاغ الألماني التاسع عشر (24 أكتوبر 2017 – ) للكتلة البرلمانية جماعة الديمقراطيين الأحرار ‏.